# 636 TCN
636 TCN là một năm trong lịch La Mã.